# Parafia Matki Bożej Różańcowej w Zawalowie
Parafia Matki Bożej Różańcowej w Zawalowie – parafia rzymskokatolicka znajdująca się w dekanacie Grabowiec, w diecezji zamojsko-lubaczowskiej. 
Parafia erygowana w 1918 roku.
Na obszarze parafii leżą miejscowości: Frankamionka, Koniuchy, Koniuchy-Kolonia, Świdniki-Kolonia  (Czartoria) i Zawalów.